# تابع ویژه

جوابی برای معادلهٔ طبل مرتعش، که در همهٔ زمان‌ها ویژه‌تابع معادله لاپلاس روی قرص است.

توابع ویژه (Eigenfunctions) (یا ویژه‌توابع) همان نقش و جایگاهی در اعمال عملگرهای خطی بی‌نهایت بعدی بر توابع پیوستهٔ ریاضی به‌عهده دارد، که بردارهای ویژه به‌هنگام ضرب ماتریس‌های مربعی در بردارها.

## کاربردها
توابع ویژه نقشی حیاتی در بسیاری از میدان‌ها و زمینه‌های گوناگون علمی قدیم و جدید دارد. از جملهٔ این کاربردها می‌شود موارد زیر را برشمرد:
- عملگر مشتق

### عملگر لاپلاس (لاپلاسی)
شکل بالا یکی از مودهای ارتعاشی دامنه‌ای دایره شکل (طبل) را نشان می‌دهد.
- اوربیتال‌های اتمی